# Junioren-Baseballweltmeisterschaft 2010
Die Junioren-Baseballweltmeisterschaft 2010 war ein von der IBF ausgetragener Wettbewerb, der vom 23. Juli bis 1. August 2010 im Port Arthur Stadium in Thunder Bay, Ontario, Kanada ausgetragen wurde.
Titelverteidiger des im Zweijahresrhythmus ausgetragenen Turniers war Südkorea.

## Teams
Folgende 12 Mannschaften haben sich für das Turnier qualifiziert:
- Gastgeber
  -  Kanada
- Ozeanien
  -  Australien
- Asien
  -  Chinesisch Taipeh
  -  Südkorea
  -  Japan ersetzt durch  Panama (Amerika)
- Europa
  -  Frankreich
  -  Italien
  -  Niederlande
- Amerika
  -  Venezuela
  -  Vereinigte Staaten
  -  Kuba
- Afrika
  -  Südafrika ersetzt durch  Tschechien (Europa)

## Vorrunde

### Gruppe A
| Pl. |                    | S | N | Pzt.  |
| 1.  | Vereinigte Staaten | 5 | 0 | 1.000 |
|     | Chinesisch Taipeh  | 4 | 1 | 0.800 |
|     | Australien         | 3 | 2 | 0.600 |
|     | Italien            | 2 | 3 | 0.400 |
|     | Venezuela          | 1 | 4 | 0.200 |
|     | Frankreich         | 0 | 5 | 0.000 |

| Datum         | Begegnung          | Begegnung | Begegnung          | Ergebnis |
| ------------- | ------------------ | --------- | ------------------ | -------- |
| 23. Juli 2010 | Australien         | -         | Venezuela          | 9:0      |
| 24. Juli 2010 | Frankreich         | -         | Chinesisch Taipeh  | 1:11     |
| 24. Juli 2010 | Venezuela          | -         | Italien            | 5:6      |
| 24. Juli 2010 | Vereinigte Staaten | -         | Australien         | 4:2      |
| 25. Juli 2010 | Frankreich         | -         | Venezuela          | 2:8      |
| 25. Juli 2010 | Australien         | -         | Chinesisch Taipeh  | 11:13    |
| 25. Juli 2010 | Italien            | -         | Vereinigte Staaten | 0:10     |
| 26. Juli 2010 | Italien            | -         | Frankreich         | 14:8     |
| 26. Juli 2010 | Chinesisch Taipeh  | -         | Vereinigte Staaten | 0:10     |
| 27. Juli 2010 | Venezuela          | -         | Vereinigte Staaten | 7:14     |
| 27. Juli 2010 | Chinesisch Taipeh  | -         | Italien            | 13:4     |
| 27. Juli 2010 | Frankreich         | -         | Australien         | 1:16     |
| 28. Juli 2010 | Italien            | -         | Australien         | 4:14     |
| 28. Juli 2010 | Vereinigte Staaten | -         | Frankreich         | 16:0     |
| 28. Juli 2010 | Venezuela          | -         | Chinesisch Taipeh  | 0:9      |

### Gruppe B
| Pl. |             | S | N | Pzt.  |
| 1.  | Kanada      | 4 | 1 | 0.800 |
|     | Südkorea    | 4 | 1 | 0.800 |
|     | Kuba        | 3 | 2 | 0.600 |
|     | Niederlande | 3 | 2 | 0.600 |
|     | Panama      | 1 | 4 | 0.200 |
|     | Tschechien  | 0 | 5 | 0.000 |

| Datum         | Begegnung   | Begegnung | Begegnung   | Ergebnis |
| ------------- | ----------- | --------- | ----------- | -------- |
| 23. Juli 2010 | Panama      | -         | Kuba        | 0:10     |
| 23. Juli 2010 | Kanada      | -         | Niederlande | 9:2      |
| 24. Juli 2010 | Niederlande | -         | Südkorea    | 0:10     |
| 24. Juli 2010 | Tschechien  | -         | Panama      | 5:7      |
| 24. Juli 2010 | Kuba        | -         | Kanada      | 3:0      |
| 25. Juli 2010 | Niederlande | -         | Panama      | 5:2      |
| 25. Juli 2010 | Kuba        | -         | Tschechien  | 16:1     |
| 25. Juli 2010 | Kanada      | -         | Südkorea    | 5:4      |
| 26. Juli 2010 | Tschechien  | -         | Südkorea    | 0:4      |
| 27. Juli 2010 | Niederlande | -         | Tschechien  | 13:4     |
| 27. Juli 2010 | Südkorea    | -         | Kuba        | 5:3      |
| 27. Juli 2010 | Panama      | -         | Kanada      | 2:9      |
| 28. Juli 2010 | Kuba        | -         | Niederlande | 8:9      |
| 28. Juli 2010 | Südkorea    | -         | Panama      | 12:2     |
| 28. Juli 2010 | Tschechien  | -         | Kanada      | 7:8      |